# 2011년 키프로스컵
2011년 키프로스컵(2011 Cyprus Cup)은 2011년 3월 2일부터 9일까지 키프로스에서 개최된 키프로스컵이다.